# Viola microcentra
Viola microcentra är en violväxtart som beskrevs av Wilhelm Becker. Viola microcentra ingår i släktet violer, och familjen violväxter. Inga underarter finns listade i Catalogue of Life.